# Veslački ergometar
Veslački simulator ili ergometar naprava koja dobro simulira kretnju natjecateljskog veslanja te je kao takva pogodna sprava za trening i pripremu veslača. Kako se radi o pokretu koji koristi sve veće mišićne grupe ljudskog tijela, ergometar je pogodan i za trening neveslača.

## Izvedbe ergometra
Postoji veći broj proizvođača sprava za vježbanje koji simuliraju veslanje, ali se veslačkim ergometrom uglavnom podrazumijevaju proizvodi tvrtke Concept II iz SAD-a. Taj proizvođač je poznat po nekoliko modela ergometra, od kojih se neki smatraju standardnim modelima za trenig veslača, te se kao takvi primjenjuju na službenim natjecanjima na ergometru. Prednost tih modela je ta da je na monitoru sprave moguće pratiti broj zaveslaja, prosječnu brzinu na 500 m i druge parametre uobičajene i veslačkom sportu. Također, otpor i kretnja veslača najsličniji su kretnji u čamcu. Osim toga, rezultati postignuti na tim ergometrima smatraju se referentnim, te mnoge veslaček reprezentacije koriste ovu spravu kao metodu selekcije ili provjere forme, najčešće u zimskom periodu kad nije moguće veslati na vodi zbog niskih temperatura.

## Natjecanja na ergometru i službeni rekordi
Natjecaja na veslačkim ergometrima provode se najčešće tijekom zimskog razdoblja, i to kao kontrolni mehanizam forme veslača. Iako ima dosta jakih natjecanja tijekom godine, najpoznatije je ono pod nazivom CRASH-B, koje se održava svake godine u Bostonu, SAD. Najčešća dionica na kojima se vrše testiranja i natjecanja je 2000 m, što odgovara olimpijskoj duljini veslačke staze. Rekordi se vode za različite dionice i za različite starosne uzraste.
Za ilustraciju, trenutni (ožujak 2010.) apsolutni svjetski rekord na dionici od 2000 m jest 5:36.60 te ga je postavio Novozelanđanin Rob Waddell, dok je važeći hrvatski rekord postavio naš proslavljeni veslački olimpijac Nikša Skelin i iznosi 5:45.00. Svaki rezultat ispod 6 minuta se kod veslača smatra iznimnim postignućem, a postižu ga samo vrhunski pripremljeni veslači. Djevojke su sporije u prosjeku 40-50 sekundi.

## Vanjske poveznice
- Proizvođač veslačkih ergometara - Concept II